# Cerritos Barrio San Miguel
Cerritos Barrio San Miguel är en ort i Mexiko.   Den ligger i kommunen Ezequiel Montes och delstaten Querétaro Arteaga, i den centrala delen av landet, 150 km nordväst om huvudstaden Mexico City. Cerritos Barrio San Miguel ligger 2 146 meter över havet och antalet invånare är 119.
Terrängen runt Cerritos Barrio San Miguel är platt åt nordväst, men åt sydost är den kuperad. Cerritos Barrio San Miguel ligger uppe på en höjd. Runt Cerritos Barrio San Miguel är det ganska tätbefolkat, med 58 invånare per kvadratkilometer. Närmaste större samhälle är Tequisquiapan, 14,4 km sydväst om Cerritos Barrio San Miguel. Trakten runt Cerritos Barrio San Miguel består i huvudsak av gräsmarker.